# حمزة لان (كاني سور)
حمزة لان (بالفارسية: حمزه لان) هي قرية تقع في إيران في قسم کاني سور الريفي. يقدر عدد سكانها بـ 246 نسمة بحسب إحصاء 2016.